# Lars Kagg
Lars Kagg, född 1 maj 1595 på godset Kiellstorp (även Källstorp) i Örslösa socken och Kållands härad i Skaraborgs län, död 19 november 1661 i Stockholm, var en svensk greve, militär och politiker; riksråd 1641, fältmarskalk 1648, riksmarsk 1660. Kagg deltog i slaget vid Oldendorf 1633.

## Barndom
Lars Kagg var son till kammarherre Nils Mathisson Kagg till Kiellstorp och Brita Larsdotter Hård af Segerstad, 1553–1630. Han uppfostrades först i faderns hus, sedan hos Erik Ribbing på Västra Vargarn i Lista socken, sin blivande svärfaders bror. Vid fjorton års ålder blev han tagen till hovet av Karl IX:s gemål drottning Christina och följde 1611 kronprinsen Gustaf Adolf och en del av armén till Småland. Kronprinsen, som endast var ett halvår äldre, visade därefter sin uppskattning genom att göra Kagg till sin liv- och kammardräng.

## Militär karriär
Han antogs 1616 vid prins Moritz av Oraniens garde, och tjänade där i två år som gemen och ett år som gefreiter. Han blev därefter fänrik vid överste Herm. Franks regemente som ingick i kurfursten Fredriks av Pfalz trupper. År 1620 blev han fänrik vid Östgöta infanteriregemente och påföljande år kapten vid samma regemente. Redan 1625 blev han generaladjutant för hela infanteriet. År 1626 blev han vice ståthållare på Narva och Ivangorod. Vid ett tillfälle var Kagg chef för den Gula Brigaden.
Två år senare blev han överste för Jönköpings infanteriregemente för att 1631 bli kommendant i Brandenburg an der Havel, Rathenow och Spandau. År 1632 blev han guvernör över både staden Magdeburg och stiftet Magdeburg. Senare samma år överste för livgardet och generalmajor under hertigen av Braunschweig-Lüneburg.
Den kejserliga armén inledde belägringen av Regensburg, där Kagg förde befäl med en mindre styrka, den 15 maj 1634. Styrkan slog tillbaka flera stormningsförsök mot en större styrka men blev i slutändan tvungna att kapitulera den 16 juli. Av stadens försvarare på cirka 4 000 man återstod cirka 1 500.
Lars Kagg blev generalmajor vid svenska krigshären i Preussen den 27 april 1635 och samma dag utnämnd till överste för Västgöta infanteriregemente. År 1636 blev han krigsråd och 1639 häradshövding i Kinnevalds härad i Småland och 1640 häradshövding i Vadsbo härad i Västergötland. Året efter blev han riksråd och generallöjtnant 1643, fältmarskalk 1648 och riksmarsk 1660. Han blev utnämnd till friherre 1651 och greve 1653.

## Familj

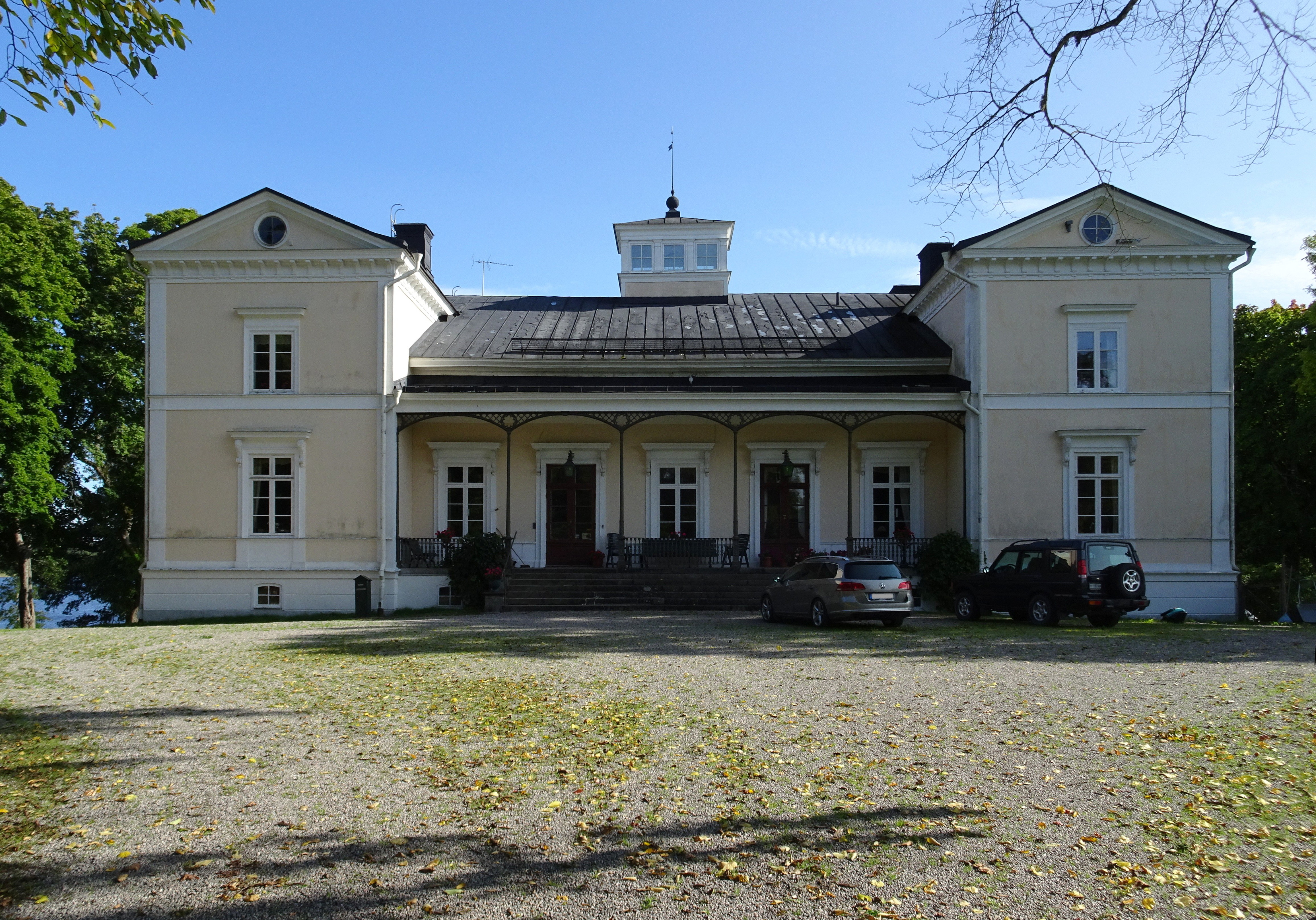
Huvudbyggnaden på Fjällskäfte gård i Floda socken i Katrineholms kommun.

Han gifte sig 9 mars 1628 på Mossebo medeltida gård i Rinna socken i Östergötland med Agneta Ribbing, dotter till riksrådet Lindorm Pedersson Ribbing (1569-1627) och Märta Bonde (död 1652). Agneta Ribbing var född 13 juni 1609 på Vadstena slott, hon avled 18 juni 1685 i Fjällskäfte, ett gods vid Gålsjön i Floda socken i Södermanland. 
Gården Fjällskäfte kom in i släkten Kagg redan på 1300-talet och under cirka 200 år gick egendomen sedan i arv inom släkten Kagg. Bland annat beboddes gården av Lars Kagg. 1630-1661 var Lars Kagg ägare till Fjällskäfte gård och därefter var änkan Agneta ägare åren 1661-1685. Den välbevarade herrgårdsmiljön vid Fjällskäfte gård ingår numera i Flodabygdens Riksintresse för kulturmiljövården. Äktenskapet blev barnlöst. Agneta Ribbings syster Brita var gift med riksrådet Johan Rosenhane. Agneta Ribbings bror Per Ribbing utnämndes 1628 till kapten vid Lars Kaggs regemente, Jönköpings infanteriregemente, där Lars Kagg samma år hade blivit överste och regementets första befälhavare. Per Ribbing bevistade som kapten erövringen av Greifswald och Rostock, blockaden av Wismar med flera krigshändelser.

## Lars Kaggs gravkor i Floda kyrka

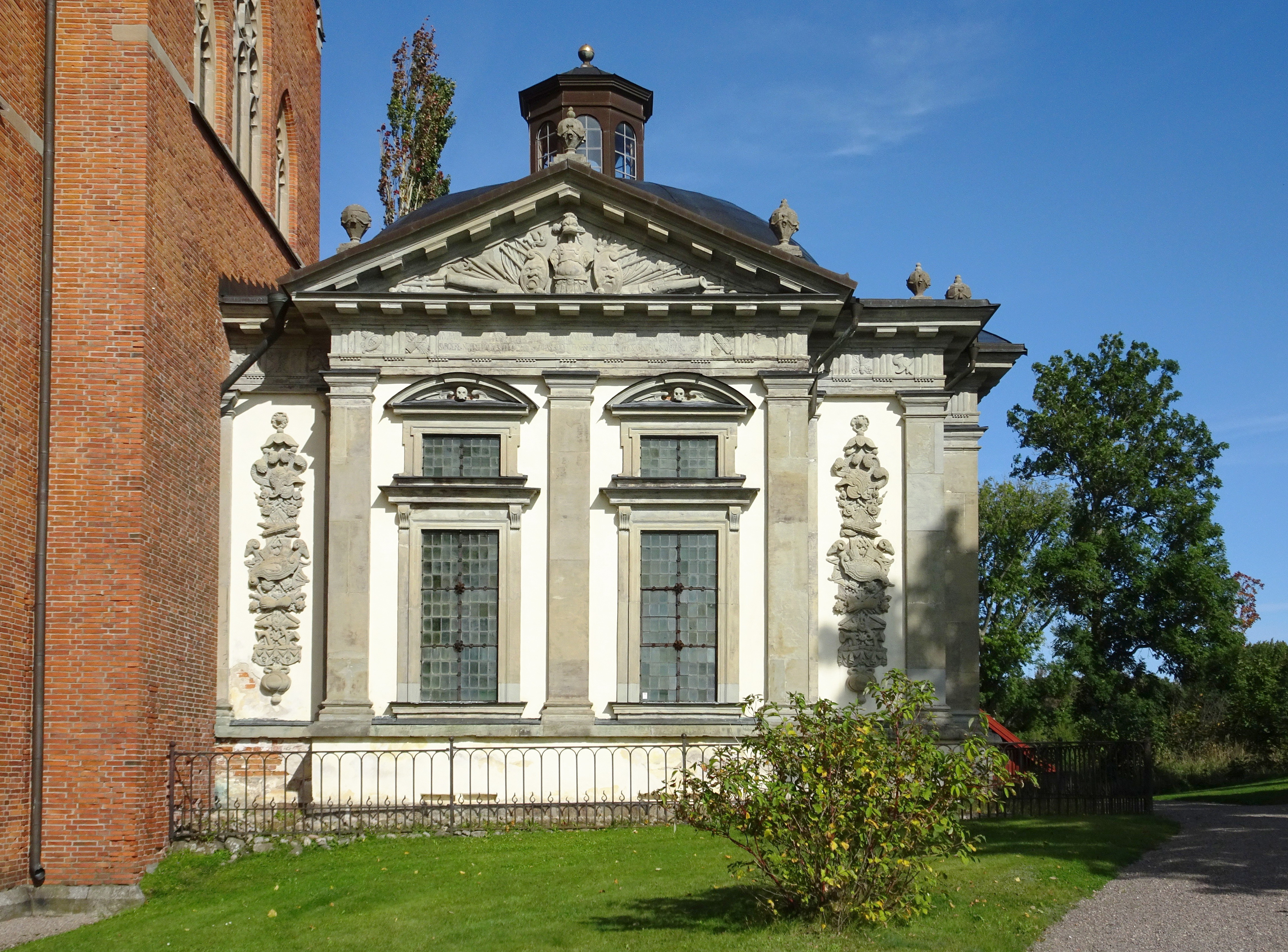
Kaggska gravkoret i Floda kyrka ritades av Erik Dahlbergh byggdes 1666.

Lars Kagg avled 1661 och är begravd i det Kaggska gravkoret i Floda kyrka i Södermanland. Änkan Agneta Ribbing lät uppföra det Kaggska gravkoret över Lars Kagg. Till kyrkan hade fältherren Lars Kagg tidigare donerat en port vid sydväggens östligaste travé samt söder om tornet i den nya västgaveln. På 1630-talet började man med en stor ombyggnad vid kyrkan och kyrkan utvidgades mot söder och fick två skepp och en ny sakristia byggdes. I öster byggde man då ett gravkor, Kaggska gravkoret, som var tillägnat Lars Kagg och hans familj. Här vilar Lars Kagg och hans hustru Agneta Ribbing. Gravkoret ritades av Erik Dahlbergh. Till det yttre fullbordades koret 1666. Gravkoret har stuckaturer av den italienske skulptören Carlo Carove, som anlitades 1667 för att utföra dekorationerna. Carlo Carove var verksam i Sverige under andra hälften av 1600-talet, han var en stuckatörens mästare.
Utsmyckningen i Lars Kaggs gravkor hör till Carlo Caroves mest praktfulla arbeten, takarbetena fullbordades 1667. Gravkoret i Floda kyrka blev hans första arbete i Sverige. I den måttfulla och starkt konstnärliga kompositionen tar sig detta verk av den italienske mästarens konstnärliga fantasi och eleganta förmåga till uttryck, vilket takstuckaturerna bevisar. Taket i gravkoret är försett med vapen och kartuscher och i nischerna är stora statyer uppställda och dessa står harmoniskt och säkert mot varandra och bildar en enhet. Detta gör "det lilla kapellet till en av de vackraste barockskapelserna i Sverige", enligt Arvid Julius.. 

## Namngivare
- Lars Kaggskolan i Kalmar
- Kaggensgatan i Kalmar
- Lars Kaggsgatan i stadsdelen Gamlestan i Göteborg
- Lars Kaggsgatan i Borås

- Kaggeholm
- Lars Kaggsgatan i Sölvesborg